# カーボン郡 (ワイオミング州)
座標: 北緯41度41分 西経106度55分 / 北緯41.683度 西経106.917度
カーボン郡（Carbon County）は、アメリカ合衆国のワイオミング州にある郡。人口は15,885人（2010年国勢調査）。郡庁所在地はローリンズ（Rawlins）である。

## 歴史
カーボン郡は1868年に設置された。かつて、この辺りには総面積3,400 mi2ほどのテキサス共和国のカーボン郡が存在し、解体後も1852年までテキサス州の一部だった。カーボン郡の境界線は、北は北緯42度線、西はリオグランデ川源流、東はアーカンソー川源流の経度と1819年のアダムズ＝オニス条約で定められていた。

## 地理
アメリカ合衆国国勢調査局によると、この郡の総面積は20,627 km2 である。このうち20,451 km2 が陸地で、176 km2 が水域である。総面積の0.85%が水域となっている。

### 隣接する郡
- ナトロナ郡（北）
- コンヴァース郡（北東）
- オールバニ郡（東）
- ジャクソン郡 (コロラド州)（南東）
- ラウト郡 (コロラド州)（南）
- モファット郡 (コロラド州)（南西）
- スウィートウォーター郡（西）
- フレモント郡（北西）

## 人口動静

カーボン郡の人口ピラミッド

2000年現在の国勢調査で、この郡は15,639人、6,129世帯、及び4,130家族が暮らしている。人口密度は1/km2 （2/mi2）で、0/km2 （1/mi2）の平均的な密度に8,307軒の住居が建っている。この郡の人種的構成は白人90.11%、アフリカン・アメリカン0.67%、先住民1.27%、アジア系0.67%、太平洋諸島系0.06%、その他の人種5.17%、及び混血2.05%で、人口の13.83%がヒスパニックまたはラテン系である。人口のうち20.1%がドイツ系、11.8%がイングランド系、10.0%がアイルランド系、8.9%がアメリカ系移民の子孫である。
6,129世帯のうち、31.20%は18歳未満の子供と暮らしており、55.10%は夫婦で生活している。8.30%は未婚の女性が世帯主であり、32.60%は家族以外の住人と同居している。27.50%は独身の居住者が住んでおり、9.60%は65歳以上で独居である。364世帯は未婚の恋人と同棲していて、そのうち318世帯は異性愛者、41世帯は男性の同性愛者、5世帯は女性の同性愛者同士で住んでいる。1世帯あたりの平均人数は2.39人であり、家庭の場合は2.91人である。
郡内の住民は24.10%が18歳未満の未成年、18歳以上24歳以下が8.60%、25歳以上44歳以下が28.40%、45歳以上64歳以下が26.70%、及び65歳以上が12.30%にわたっている。中央値年齢は39歳である。女性100人ごとに対して男性は115.30人いて、18歳以上の女性100人ごとに対して男性は118.10人いる。
この郡の世帯ごとの平均的な収入は36,060米ドルであり、家族ごとでは41,991米ドルである。男性の31,603米ドルに対して女性は21,451米ドルの平均的な収入がある。この郡の一人当たりの収入（per capita income）は18,375米ドルである。人口の12.90%及び家族の9.80%は貧困線以下である。18歳未満の16.60%及び65歳以上の14.80%は貧困線以下の生活を送っている。

## コミュニティー
都市
- ローリンズ（英語版）（Rawlins）

町
- バッグズ（en:Baggs, Wyoming）
- ディクソン（en:Dixon, Wyoming）
- エルク・マウンテン（en:Elk Mountain, Wyoming）
- グランド・エンカンプメント（en:Grand Encampment, Wyoming）
- ハンナ（en:Hanna, Wyoming）
- メディシン・ボウ（en:Medicine Bow, Wyoming）
- リバーサイド（en:Riverside, Wyoming）
- サラトガ（en:Saratoga, Wyoming）
- シンクレア（en:Sinclair, Wyoming）

その他
- セイヴァリ（en:Savery, Wyoming）
- ウォルコット（en:Walcott, Wyoming）